# Verrerie Sainte-Rictrude
La verrerie Sainte-Rictrude ou verrerie de Marchiennes est fondée en 1867 
par M. Henri-Ernest Hubert (1824 à Bouchain-1884 à Marchiennes) et M. Louis Haidin devient la société Hubert , Haidin et Cie le 28 juillet 1891,
La société est toujours active en 1920 sous le nom de H.Hubert & Cie.

## Histoire
M. Henri-Ernest Hubert né en 1824 à Bouchain et décédé en 1884 à Marchiennes; époux de Julienne-Alexandrine Levasseur   ils auront une fille Julienne-Philippe qui épousera Olivier-Gustave Gobbe; maître-verrier; né à Somain en 1865; parent d'Émile Gobbe; inventeur de la machine à étirer le verre.
Louis Haidin est né le 11 juillet 1855 à Aniche et décède le 10 mars 1924 à Marchiennes à l’âge de 68 ans.Il fut verrier, cabaretier puis directeur de verrerie dans la maison Hubert, Haidin et Cie à Marchiennes.
En 1894-1895 « en raison du prix élevé de la main-d'œuvre en France, il est devenu difficile aux verreries à vitres de travailler pour l'exportation. L'Amérique, qui offrait, il y a quelques années, des débouchés importants, a développé chez elle l'industrie du verre et arrive aujourd'hui à suffire à sa consommation.
Les verriers sont donc obligés d'écouler exclusivement leurs produits en France. En outre, par suite de la construction des fours à bassin, ils fabriquent environ un quart de verre en trop. Ne pouvant exporter ce surcroît de produits, ils ont dû chômer pendant trois à quatre mois. » Des gréves se déclenchent alors à Marchiennes, Fresnes, Escautpont Dans le but d'abréger ce chômage, l'Union des verreries à vitres du Nord, dont le siège est à Valenciennes, propose aux ouvriers une réduction  de salaire de 15 % pour les souffleurs et de 6 % pour les autres ouvriers, pour les marchandises destinées à l'exportation. Les verreries d'Aniche conserveront les anciennes conditions, celles de Marchiennes licencieront 150 verriers.

## La fin
En 1903 la Société des Verreries de Marchiennes employait environ 200 ouvriers puis elle deviendra La Société des Anciens Etablissements Ph.de Paniagua, Taulin, Hubert et Cie société anonyme au capital de 2.000.000de Fr. dont le siège était au 7,Rue de Nemours et 69 Avenue Parmentier, Paris XIIe, et Marchiennes

Puis ce seront les Établissements de Paniagua, Massare, Bureau et Cie 69 Avenue Parmentier, Paris XIIe 

Les verreries de Marchiennes ont cessé en juin 1921 , avec une reprise d'activité en 1926 jusqu'en février 1927.

## Photothèque

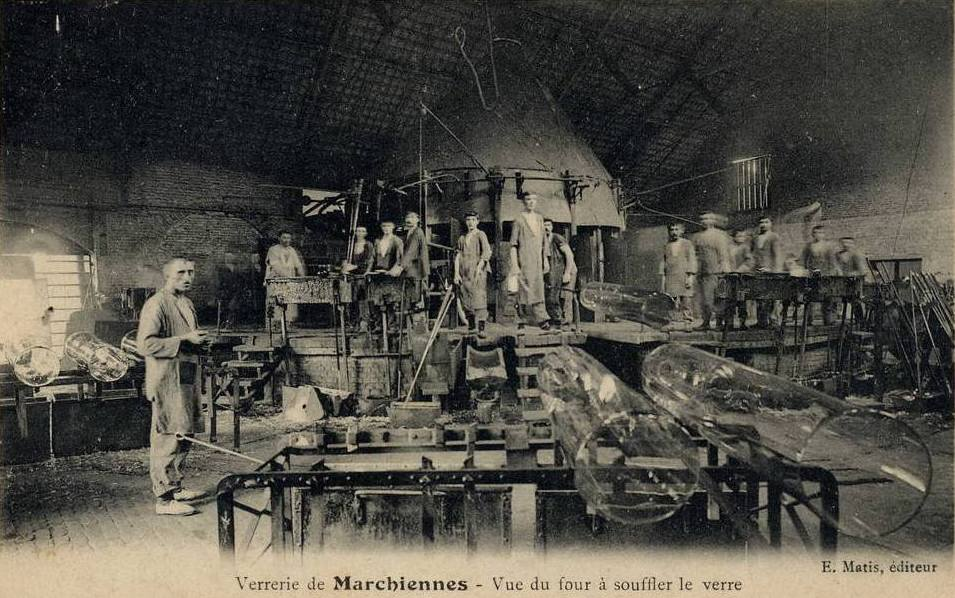
Verrerie de Marchiennes- Vue du four à souffler le verre
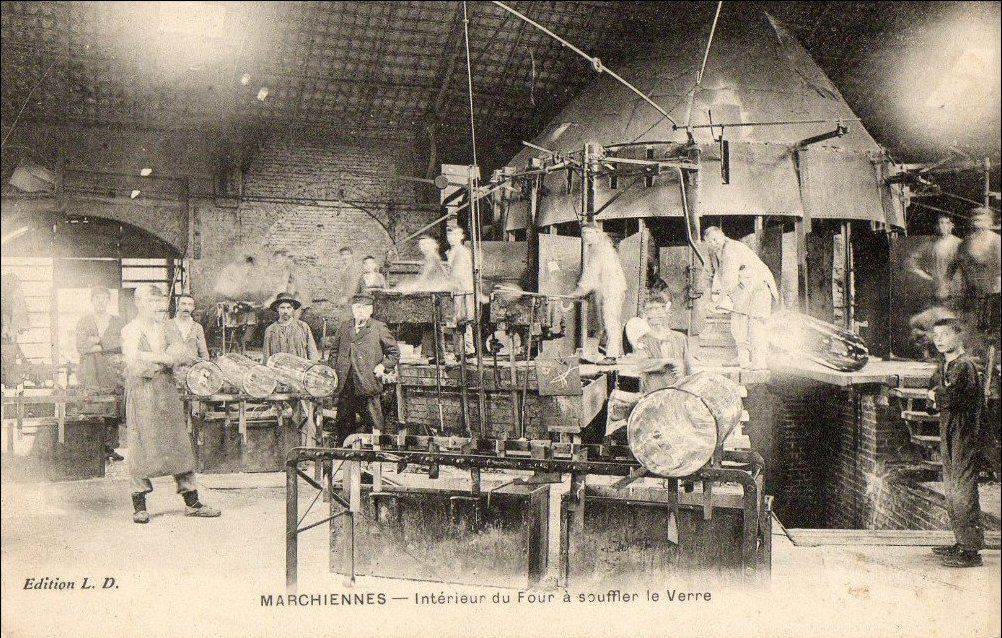
Marchiennes intérieur du four à souffler le verre
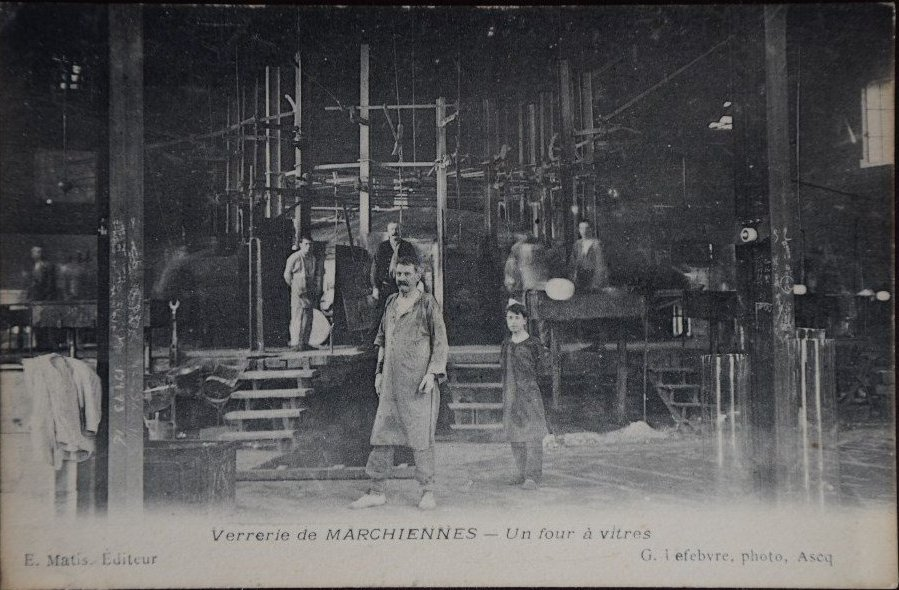
Verrerie de Marchiennes un four à vitres
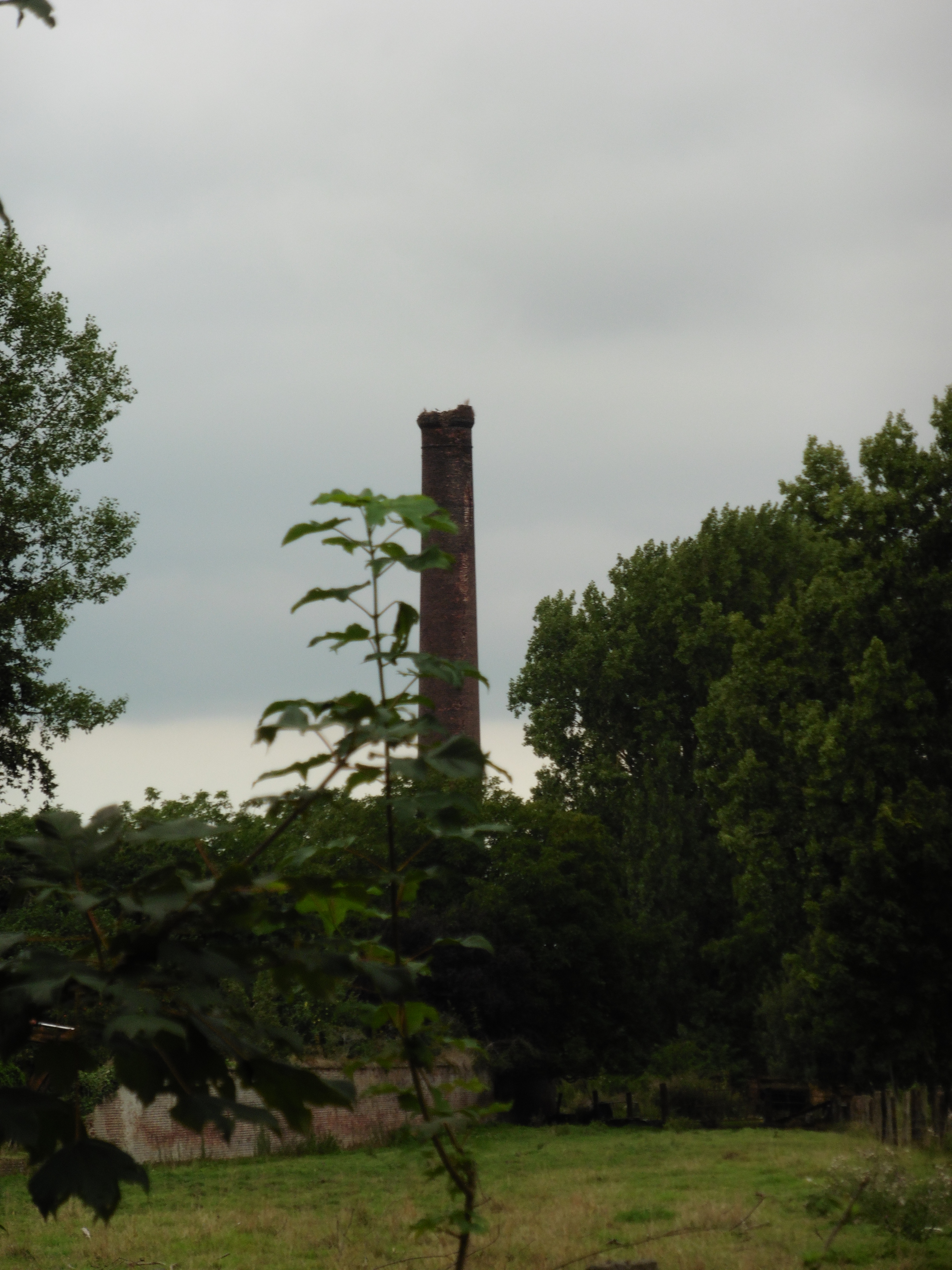
Marchiennes.- Cheminée de la verrerie Sainte-Rictrude avant démolition (année 2010)